# لا أحد يعلم (مسلسل)
لا أحد يعلم هو مسلسل درامي تركي، عرضت أول حلقة منه يوم 11 يونيو 2019.

## القصة
تحكي القصة عن اخوان احدهما يدعى الشيخ علي وهو عضو سابق في المخابرات يبحث عن أخيه سليمان الذي افترق عنه في صغره وبعد أن افترقى الاخوان كلً منهم ذهب في طريق مغاير ف علي أصبح عضو منظمة مخابرات اما سليمان فأصبح ابن بالتبني لأشهر تجار السلاح والمافيا في تركيا يلتقون بعد ذلك بالصدفة وتبدأ علاقتهما بالعداوة وبعد ذلك يعرف كل منهم انهم اخوه ويصبحوا يد واحده وفدائيين لبعضهم اضافةً الا ان لديهم اخت ثالثه تدعى زينب وهي بنت بالتبني ل كورت بيه رئيس المنظمة التي كان يعمل فيها علي هور اوغلوا يخفي السيد كورت هذا السر عن علي منذ سنوات وفي القصة أيضاً يذكر ان علي قد قتل اب الطيار أي سليمان قبل أن يعرف انه والد أخاه بالتبني لانه سبق له وقتل ابن الشيخ علي بتفجير سيارته التي كان فيها ابن الشيخ علي هور أوغلو وبعد هذه الحادثه اعتزل علي هور أوغلو وأصبح شيخاً بالجامع يحبه كلً من في الحي وفي المسلسل أيضا اويغار رجل الأعمال الذي يغرم ب سيفدا حبيبة علي والذي يفعل الكثير من أجلها كي تقع في حبه ولكن دون جدوى ويصل الحال بأويغار لارتكابه الكثير من الجرائم والاختطافات سعياً لاختطاف سفيدا ولكنه يفشل في ذالك ويوجد في المسلسل الكثير من الدراما والحب والعداوة وكذالك الكوميديا

## الممثلون
أبطال المسلسل:
- كرم جيم
- اوزجو كايا
- إنجين هيبيليري
- Burak Serdar Şenal
- Riad bouti bn aglo